# Хауса (мова)
Хауса, або гауса (Hausa / هَوْسَ‎) — найчисельніша за кількістю носіїв чадська мова афразійської мовної родини, поширена в Західній Африці.

## Територія поширення і чисельність носіїв
Мовою хауса розмовляють у таких країнах:
- Нігерія (18 525 000 осіб, 1991)
- Нігер (5 000 000 осіб, 1998)
- Судан (489 000 осіб, 2001)
- Камерун (23 500 осіб, 1982)
- Бенін (як друга мова)
- Буркіна Фасо (як друга мова)
- Гана (як друга мова)

На значній території править мовою міжетнічного спілкування, зокрема мусульманського населення.
Таким чином загальна кількість носіїв мови хауса сягає 27 млн (оцінка на початок 2000-х років)

## Особливості мови хауса
Характерними рисами мови хауса є:
У морфології:
- іме́нникові властиві категорії роду і числа.
- дієслово має складну систему видочасових форм.
- притаманна внутрішня флексія.

У фонетиці:
- наявність довгих і коротких голосних, глухих, дзвінких і глоталізованих приголосних
- система музичних тонів, які мають лексичне й граматичне значення

## Писемність і абетка
З XIX ст. для мови хауса використовувалась спеціально прилаштована арабська абетка (т. зв. аджамі́).
У 1930-х рр. для мови хауса створено абетку на основі латиниці. В Нігерії літноромою вважається діалект хауса міста і округи Кано. У Нігері стандартизованої письмової норми не існує і дотепер.
Латинська абетка хауса (Нігерія)
| A a | B b | Ɓ ɓ | C c  | D d | Ɗ ɗ | E e | F f | G g | H h | I i | J j  | K k | Ƙ ƙ  | L l |
| --- | --- | --- | ---- | --- | --- | --- | --- | --- | --- | --- | ---- | --- | ---- | --- |
| /a/ | /b/ | /ɓ/ | /t͡ʃ/ | /d/ | /ɗ/ | /e/ | /f/ | /ɡ/ | /h/ | /i/ | /d͡ʒ/ | /k/ | /kʼ/ | /l/ |

| M m | N n | O o | R r | S s | Sh sh | T t | Ts ts | U u | W w | Y y | ʼY ʼy | Z z | ʼ   |
| --- | --- | --- | --- | --- | ----- | --- | ----- | --- | --- | --- | ----- | --- | --- |
| /m/ | /n/ | /o/ | /ɾ/ | /s/ | /ʃ/   | /t/ | /sʼ/  | /u/ | /w/ | /j/ | /ʔʲ/  | /z/ | /ʔ/ |

## Використання
Мова хауса є доволі сучасною — представлена в ЗМІ, нею ведеться радіомовлення, в Інтернеті створено розділ Вікіпедії мовою хауса.
Мовою хауса існує доволі розвинена художня література, здійснюється викладання на півночі Нігерії.